# Ейміті Тауншип (округ Ері, Пенсільванія)
Ейміті Тауншип (англ. Amity Township) — селище (англ. township) в США, в окрузі Ері штату Пенсільванія. Населення — 985 осіб (2020).

## Демографія
Згідно з переписом 2010 року, у селищі мешкали 1073 особи в 378 домогосподарствах у складі 308 родин. Було 404 помешкання
Расовий склад населення:
| - 98,9 % — білих - 0,3 % — корінних американців - 0,3 % — чорних або афроамериканців |

До двох чи більше рас належало 0,6 %. Частка іспаномовних становила 0,2 % від усіх жителів.
За віковим діапазоном населення розподілялося таким чином: 23,8 % — особи молодші 18 років, 60,3 % — особи у віці 18—64 років, 15,9 % — особи у віці 65 років та старші. Медіана віку мешканця становила 43,9 року. На 100 осіб жіночої статі у селищі припадало 106,7 чоловіків;  на 100 жінок у віці від 18 років та старших — 111,4 чоловіків також старших 18 років.
Середній дохід на одне домашнє господарство  становив 69 554 долари США (медіана — 58 250), а середній дохід на одну сім'ю — 77 146 доларів (медіана — 64 583). Медіана доходів становила 46 250 доларів для чоловіків та 36 750 доларів для жінок. За межею бідності перебувало 7,7 % осіб, у тому числі 12,5 % дітей у віці до 18 років та 11,0 % осіб у віці 65 років та старших.
Цивільне працевлаштоване населення становило 494 особи. Основні галузі зайнятості: освіта, охорона здоров'я та соціальна допомога — 23,7 %, виробництво — 22,9 %, роздрібна торгівля — 16,0 %, будівництво — 10,3 %.